# Ernesto Rayper
Ernesto Rayper (né le 1er novembre 1840 à Gênes et mort le 5 août 1873 à Stella) est un peintre et graveur italien. Il est le fondateur de l'École grise de peinture de paysages. Son nom est associé aux Macchiaioli, considérés comme les initiateurs de la peinture moderne italienne.

## Biographie
Né en 1840 à Gênes, Ernesto Rayper est le fils de Giuseppe Rayper et d'Angela Prato. Il effectue ses études primaires dans une école tenue par les Clercs réguliers de la Mère de Dieu pour les écoles pies, puis, en 1853, il devient élève au Collegio dei Tolomei de Sienne.
En 1858, il s'inscrit à l'Accademia ligustica di belle arti et prend des cours de peinture auprès de Tammar Luxoro. Sous son influence, il décide de se spécialiser dans les paysages. En 1860, il séjourne quelque temps à Genève dans les ateliers d'Alexandre Calame.

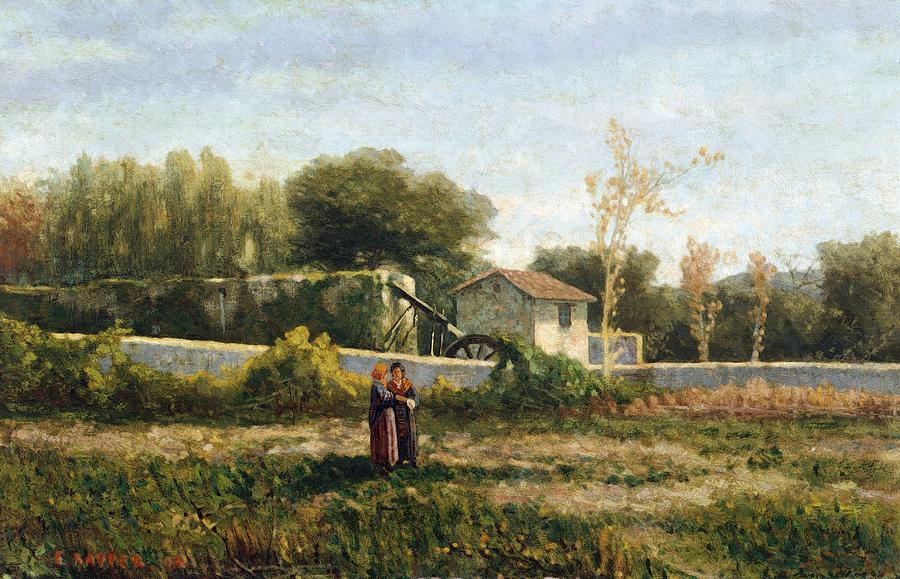
Paysage rural.

De retour à Gênes, il s'efforce de développer son propre style, distinct des tendances romantiques et académiques de son époque. Il s'inspire de l'école de Barbizon, de Corot et des anciens maîtres flamands, tels Ruisdael et Hobbema.
Il expose pour la première fois à la Société pour la promotion des beaux-arts en 1862. L'année suivante, il commence à promouvoir le concept de peinture en plein air et fonde l'École grise, ainsi nommée en raison du fait que Rayper évite la couleur noire. Au cours des années suivantes, il est rejoint par Alfredo d'Andrade, un immigrant portugais qui était également archéologue, Alberto Issel et Serafín Avendaño, un peintre galicien vivant à Gênes. Plus tard, il commence à travailler avec un groupe d'artistes du Canavese, dirigé par Carlo Pittara. Rayper bénéficie du mécénat du prince Oddone de Savoie qui acquiert certaines de ses œuvres.

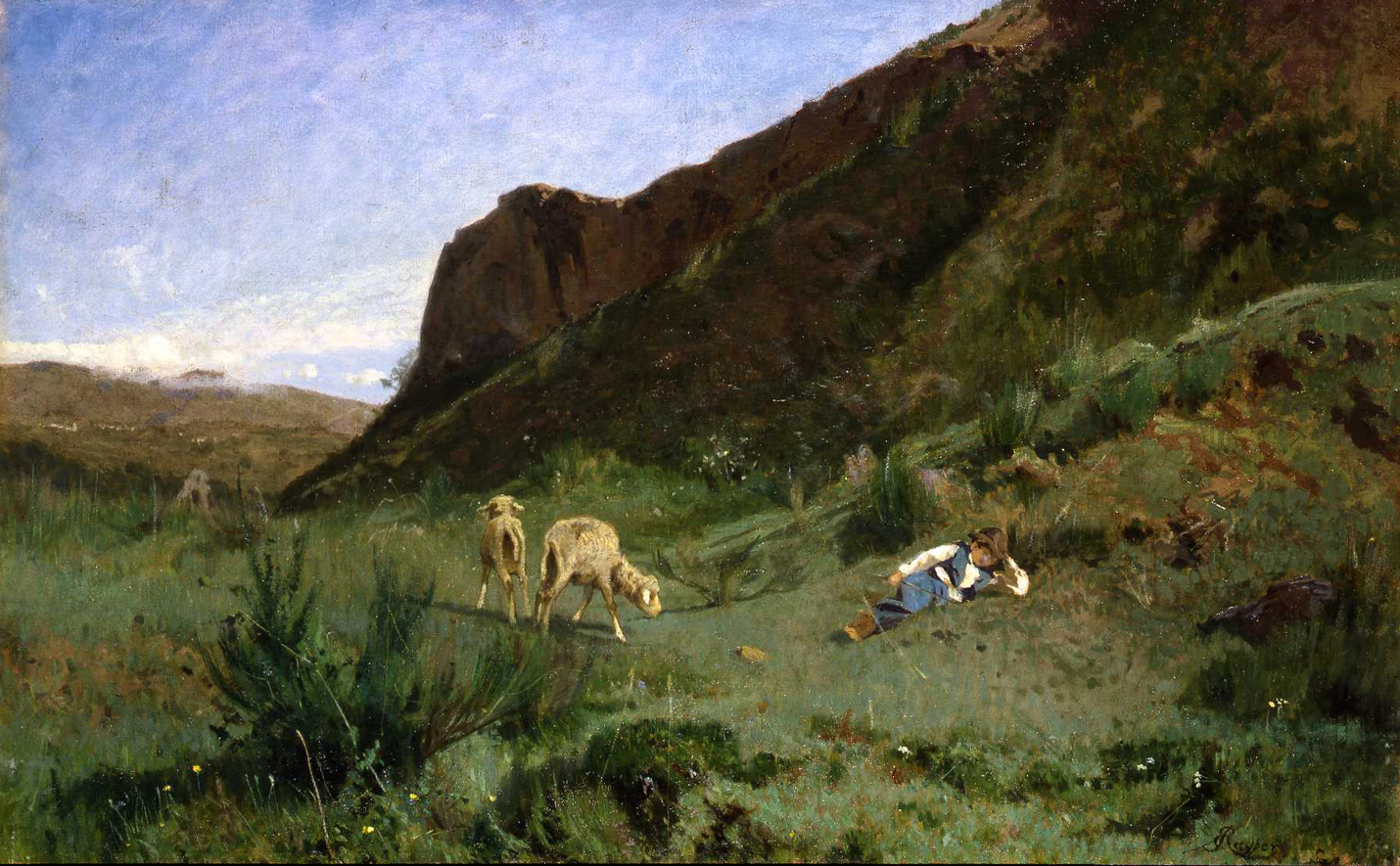
Un berger près de Volpiano (c.1869).

En 1870, il est nommé « Professeur de mérite » à l'Accademia Ligustica et remporte une médaille d'or à l'« Esposizione Nazionale di Parma ». Il est considéré comme le plus singulier et original des artistes de l'École grise. Dans son studio, il utilise souvent des photographies qu'il combine avec ses dessins et esquisses pour compléter ses peintures avec des figures de paysans, de chevaux, de bovins ou d'autres animaux. Selon Tammar Luxoro, « La façon de Rayper est facile et élégante, le dessin réfléchi, le coloris robuste et vif, choisissant des sujets pour leur gaieté comme les fleurs des prés, la nature allègre. »
L’année suivante, Ernesto Rayper développe une tumeur cancéreuse sur la langue. Après avoir voyagé à travers l'Italie à la recherche d'un traitement efficace, il se retire au hameau de Gameragna à Stella, une petite ville de la province de Savone et y meurt, le 5 août 1873, à seulement trente-deux ans,.
Après sa mort, son œuvre est quelque peu négligée jusqu'en 1926, date à laquelle une grande exposition fut organisée au Théâtre Carlo-Felice. D'autres expositions ont lieu en 1938 au Palazzo Rosso et en 1974, à Gênes, à l'Accademia ligustica, parrainé par la Ville de Gênes.